# Декстер Лембікіса
Де́кстер Джонг Ву Лембікіса (англ. Dexter Joeng Woo Lembikisa; нар. 4 листопада 2003, Лондон) — ямайський футболіст, захисник англійського клубу «Вулвергемптон Вондерерз» і збірної Ямайки. На правах оренди виступає за «Барнслі».

## Клубна кар'єра

### «Вулвергемптон Вондерерз»
У віці 13 років приєднався до молодіжної академії клубу «Вулвергемптон Вондерерз» і піднявся в їхніх молодіжних категоріях. 10 листопада 2021 року підписав свій перший професіональний контракт з клубом і 2021 року перейшов до резервної команди. Влітку 2022 року почав тренуватися зі старшою командою. 9 листопада 2022 року дебютував за «Вулвергемптон» у матчі Кубка ліги проти «Лідс Юнайтед». В англійській Прем'єр-лізі дебютував 12 листопада у поєдинку з «Арсеналом», замінивши Нелсона Семеду. 7 січня 2023 року вперше вийшов у стартовому складі «Вулвергемптон Вондерерз» у матчі Кубка Англії проти «Ліверпуля». 9 січня підписав новий контракт з клубом на 3,5 років.

#### Оренда в «Ротергем Юнайтед»
27 липня 2023 року на правах оренди перейшов в «Ротергем Юнайтед» до кінця сезону. 5 серпня дебютував за команду в матчі Чемпіоншипу проти «Сток Сіті», вийшовши на заміну Лі Пелтьєру. Свій перший гол за клуб забив 2 вересня у ворота «Норвіч Сіті». 10 січня 2024 року залишив «Ротергем Юнайтед», за який провів 27 матчів і забив 1 гол.

#### Оренда в «Гарт оф Мідлотіан»
12 січня 2024 року відправився в оренду в шотландський клуб «Гарт оф Мідлотіан» до кінця сезону. 20 січня дебютував за новий клуб у матчі Кубка Шотландії проти «Спартанса», замінивши Ютаро Оду. 24 січня дебютував у Прем'єршипі проти «Данді» та відзначився забитим голом. Усього за період оренди в «Гартс» провів 18 поєдинків, відзначившись 2 м'ячами.

#### Оренда в «Івердон Спорт»
17 вересня 2024 року перейшов на правах оренди в швейцарський клуб «Івердон Спорт» до кінця сезону. 22 вересня дебютував за «Івердон Спорт» в матчі швейцарської Суперліги проти «Лозанни», вийшовши на заміну. 1 січня 2025 року достроково повернувся з оренди, за час якої провів 3 зустрічі за «Івердон».

#### Оренда в «Барнслі»
4 лютого 2025 року на правах оренди перейшов в клуб Першої ліги «Барнслі» до кінця сезону. 4 лютого дебютував за нову команду в матчі Першої ліги проти «Стокпорт Каунті», вийшовши на заміну Келечі Нвакалі.

## Кар'єра в збірній
2022 року отримав запрошення представляти збірну Ямайки до 20 років на чемпіонаті КОНКАКАФ до 20 років у Гондурасі.
7 березня 2023 року вперше викликаний до збірної Ямайки головним тренером Гейміром Гадльгрімссоном для участі в товариських матчах проти збірної Тринідаду і Тобаго. 11 березня дебютував за збірну Ямайки проти збірної Тринідаду і Тобаго, вийшовши в стартовому складі. 19 червня потрапив до заявки збірної Ямайки для участі в матчах Золотого кубку КОНКАКАФ 2023. На турнірі зіграв 5 матчів, а ямайці дійшли до півфіналу, де поступились мексиканцям.
У березні 2024 року брав участь у фінальному турнірі Ліги націй КОНКАКАФ 2024. 24 березня забив свій перший гол за збірну Ямайки в поєдинку за 3-тє місце проти збірної Панами, принісши перемогу своїй команді (1-0).
12 червня 2024 року включений в заявку збірної Ямайки для участі в матчах фінальної частини Кубка Америки 2024 в США. На турнірі зіграв у матчах групового етапу проти збірних Мексики та Еквадору, а збірна Ямайки не вийшла з групи, посівши 4-те місце.

## Особисте життя
Народився в Англії, його батько — конголезець, а матір — ямайка.

## Статистика виступів

### Клубна статистика
Станом на 3 травня 2025 
| Клуб                    | Сезон             | Чемпіонат         | Чемпіонат | Чемпіонат | Кубок | Кубок | Кубок ліги | Кубок ліги | Єврокубки | Єврокубки | Інші  | Інші | Всього | Всього |
| Клуб                    | Сезон             | Дивізіон          | Матчі     | Голи      | Матчі | Голи  | Матчі      | Голи       | Матчі     | Голи      | Матчі | Голи | Матчі  | Голи   |
| ----------------------- | ----------------- | ----------------- | --------- | --------- | ----- | ----- | ---------- | ---------- | --------- | --------- | ----- | ---- | ------ | ------ |
| Вулвз (мол.)            | 2021–22           | —                 | —         | —         | —     | —     | —          | —          | —         | —         | 2     | 0    | 2      | 0      |
| Вулвз (мол.)            | 2022–23           | —                 | —         | —         | —     | —     | —          | —          | —         | —         | 4     | 0    | 4      | 0      |
| Вулвз (мол.)            | Всього            | —                 | —         | —         | —     | —     | —          | —          | —         | —         | 6     | 0    | 6      | 0      |
| Вулвергемптон Вондерерз | 2022–23           | Прем'єр-ліга      | 1         | 0         | 2     | 0     | 1          | 0          | —         | —         | —     | —    | 4      | 0      |
| → Ротергем Юнайтед      | 2023–24           | Чемпіоншип        | 25        | 1         | 1     | 0     | 1          | 0          | —         | —         | —     | —    | 27     | 1      |
| → Гарт оф Мідлотіан     | 2023–24           | Прем'єршип        | 14        | 2         | 4     | 0     | —          | —          | —         | —         | —     | —    | 18     | 2      |
| → Івердон Спорт         | 2025–25           | Суперліга         | 3         | 0         | 0     | 0     | —          | —          | —         | —         | —     | —    | 3      | 0      |
| → Барнслі               | 2025–25           | Перша ліга        | 12        | 0         | 0     | 0     | 0          | 0          | —         | —         | —     | —    | 12     | 0      |
| Всього за кар'єру       | Всього за кар'єру | Всього за кар'єру | 55        | 3         | 7     | 0     | 2          | 0          | 0         | 0         | 6     | 0    | 70     | 3      |

1. 1 2  Матчі в Трофеї Футбольної ліги

### Міжнародна статистика
Станом на 31 травня 2025 
| Збірна            | Сезон             | Товариські | Товариські | Офіційні | Офіційні | Всього | Всього |
| Збірна            | Сезон             | Матчі      | Голи       | Матчі    | Голи     | Матчі  | Голи   |
| ----------------- | ----------------- | ---------- | ---------- | -------- | -------- | ------ | ------ |
| Ямайка            |                   |            |            |          |          |        |        |
| 2023              | 4                 | 0          | 10         | 0        | 14       | 0      |        |
| 2024              | 0                 | 0          | 8          | 1        | 8        | 1      |        |
| 2025              | 2                 | 0          | 2          | 0        | 4        | 0      |        |
| Всього за кар'єру | Всього за кар'єру | 6          | 0          | 20       | 1        | 26     | 1      |

### Матчі за збірну
Станом на 31 травня 2025 
| Матчі Декстера Лембікіси за збірну Ямайки | Матчі Декстера Лембікіси за збірну Ямайки | Матчі Декстера Лембікіси за збірну Ямайки | Матчі Декстера Лембікіси за збірну Ямайки | Матчі Декстера Лембікіси за збірну Ямайки | Матчі Декстера Лембікіси за збірну Ямайки | Матчі Декстера Лембікіси за збірну Ямайки | Матчі Декстера Лембікіси за збірну Ямайки     |
| №                                         | Дата                                      | Суперник                                  | Рахунок                                   | Голи                                      | Картки                                    | Хвилини                                   | Змагання                                      |
| ----------------------------------------- | ----------------------------------------- | ----------------------------------------- | ----------------------------------------- | ----------------------------------------- | ----------------------------------------- | ----------------------------------------- | --------------------------------------------- |
| 1                                         | 12 березня 2023                           | Тринідад і Тобаго                         | 0–1                                       |                                           |                                           | 90'                                       | Товариський матч                              |
| 2                                         | 15 березня 2023                           | Тринідад і Тобаго                         | 0–0                                       |                                           |                                           | 90'                                       | Товариський матч                              |
| 3                                         | 27 березня 2023                           | Мексика                                   | 2–2                                       |                                           |                                           | 45'                                       | Ліга націй КОНКАКАФ 2022–23 (А)               |
| 4                                         | 15 червня 2023                            | Катар                                     | 1–2                                       |                                           |                                           | 65'                                       | Товариський матч                              |
| 5                                         | 19 червня 2023                            | Йорданія                                  | 1–2                                       |                                           |                                           | 30'                                       | Товариський матч                              |
| 6                                         | 25 червня 2023                            | США                                       | 1–1                                       |                                           |                                           | 90'                                       | Золотий кубок КОНКАКАФ 2023                   |
| 7                                         | 29 червня 2023                            | Тринідад і Тобаго                         | 4–1                                       |                                           |                                           | 45'                                       | Золотий кубок КОНКАКАФ 2023                   |
| 8                                         | 3 липня 2023                              | Сент-Кіттс і Невіс                        | 5–0                                       |                                           |                                           | 90'                                       | Золотий кубок КОНКАКАФ 2023                   |
| 9                                         | 9 липня 2023                              | Гватемала                                 | 0–1                                       |                                           |                                           | 26'                                       | Золотий кубок КОНКАКАФ 2023                   |
| 10                                        | 13 липня 2023                             | Мексика                                   | 0–3                                       |                                           |                                           | 39'                                       | Золотий кубок КОНКАКАФ 2023                   |
| 11                                        | 13 жовтня 2023                            | Гренада                                   | 4–1                                       |                                           |                                           | 45'                                       | Ліга націй КОНКАКАФ 2023–24 (А)               |
| 12                                        | 16 жовтня 2023                            | Гаїті                                     | 3–2                                       |                                           |                                           | 90'                                       | Ліга націй КОНКАКАФ 2023–24 (А)               |
| 13                                        | 18 листопада 2023                         | Канада                                    | 1–2                                       |                                           |                                           | 81'                                       | Ліга націй КОНКАКАФ 2023–24 (А)               |
| 14                                        | 21 листопада 2023                         | Канада                                    | 3–2                                       |                                           |                                           | 90'                                       | Ліга націй КОНКАКАФ 2023–24 (А)               |
| 15                                        | 22 березня 2024                           | Ямайка                                    | 3–1 (дч.)                                 |                                           | 51'                                       | 120'                                      | Фінал Ліги націй КОНКАКАФ 2024                |
| 16                                        | 24 березня 2024                           | Панама                                    | 1–0                                       | 1                                         | 90'                                       | 90'                                       | Фінал Ліги націй КОНКАКАФ 2024                |
| 17                                        | 9 червня 2024                             | Домініка                                  | 3–2                                       |                                           |                                           | 90'                                       | Відбіркові матчі ЧС-2026                      |
| 18                                        | 23 червня 2024                            | Мексика                                   | 0–1                                       |                                           |                                           | 90'                                       | Фінальні матчі КА-2024                        |
| 19                                        | 27 червня 2024                            | Еквадор                                   | 1–3                                       |                                           |                                           | 88'                                       | Фінальні матчі КА-2024                        |
| 20                                        | 6 вересня 2024                            | Куба                                      | 0–0                                       |                                           |                                           | 90'                                       | Ліга націй КОНКАКАФ 2024–25 (А)               |
| 21                                        | 15 жовтня 2024                            | Гондурас                                  | 0–0                                       |                                           |                                           | 90'                                       | Ліга націй КОНКАКАФ 2024–25 (А)               |
| 22                                        | 15 листопада 2024                         | США                                       | 0–1                                       |                                           |                                           | 88'                                       | Ліга націй КОНКАКАФ 2024–25 (А)               |
| 23                                        | 22 березня 2025                           | Сент-Вінсент і Гренадини                  | 1–1                                       |                                           |                                           | 90'                                       | Відбіркові матчі Золотого кубка КОНКАКАФ 2025 |
| 24                                        | 26 березня 2025                           | Сент-Вінсент і Гренадини                  | 3–0                                       |                                           |                                           | 90'                                       | Відбіркові матчі Золотого кубка КОНКАКАФ 2025 |
| 25                                        | 27 травня 2025                            | Тринідад і Тобаго                         | 3–2                                       |                                           |                                           | 90'                                       | Товариський матч                              |
| 26                                        | 31 травня 2025                            | Нігерія                                   | 2–2 (пен. 4–5)                            |                                           |                                           | 45'                                       | Товариський матч                              |

Всього: 26 матчів / 1 гол; 9 перемог, 6 нічиїх, 10 поразок.